# 斯利文
斯利文（羅馬化：Sliven）是位於保加利亞東南部的一個城市。在保加利亞首都以東300公里處。2011年2月，斯利文有人口89,848人，是保加利亞第8大城市。斯利文是斯利文州的首府所在地。斯利文有大規模羅姆人聚居區。斯利文也是保加利亞重要的工業都市。